# فکت میوزیک اواردز
د فکت میوزیک اواردز (کره‌ای: 더팩트 뮤직 어워즈؛ انگلیسی: The Fact Music Awards، اختصاری: تی‌ام‌ای، TMA) مراسم اهدای جوایز است که به میزبانی د فکت و سازماندهی فن اِن استار است و مشارکت کنندگان بزرگ موج کره‌ای (هالیو) را به رسمیت می‌شناسد. مراسم د فکت میوزیک اواردز که در سال ۲۰۱۹ تأسیس شد، برندگان خود را از طریق داده‌های عینی از گائون، هیئت داوران و امتیازهای حمایت و مشارکت طرفداران در داخل و خارج از کشور تعیین می‌کند.
این مراسم در آسیا از طریق چند شبکه از جمله وی لایو پخش می‌شود. مراسم دسامبر ۲۰۲۰ به دلیل دنیاگیری کووید-۱۹ به صورت آنلاین برگزار شد.

## مراسم‌ها
| دوره  | تاریخ          | محل                           | شهر                    | میزبان(ها)                 | منابع         |
| ----- | -------------- | ----------------------------- | ---------------------- | -------------------------- | ------------- |
| اول   | ۲۴ آوریل ۲۰۱۹  | سالن ورزشی نام‌دونگ در اینچئون | اینچئون، کره جنوبی     | جون هیون مو و سوهیون       | [ ۵ ] [ ۶ ]   |
| دوم   | ۱۶ مارس ۲۰۲۰   | اطلاعیه آنلاین                | اطلاعیه آنلاین         | اطلاعیه آنلاین             | [ ۷ ] [ ۸ ]   |
| سوم   | ۱۲ دسامبر ۲۰۲۰ | مراسم آنلاین (On-tact)        | مراسم آنلاین (On-tact) | جون هیون مو و سوهیون       | [ ۹ ] [ ۱۰ ]  |
| چهارم | ۲ اکتبر ۲۰۲۱   | مراسم آنلاین (On-tact)        | مراسم آنلاین (On-tact) | سوهیون، شین دونگ یوپ و بوم | [ ۱۱ ] [ ۱۲ ] |
| پنجم  | ۸ اکتبر ۲۰۲۲   | کی‌اس‌پی‌او دم                   | سئول، کره جنوبی        | جون هیون مو و سوهیون       | [ ۱۳ ] [ ۱۴ ] |
| ششم   | ۱۰ اکتبر ۲۰۲۳  | سالن ورزشی نام‌دونگ در اینچئون | اینچئون، کره جنوبی     | جون هیون مو و سوهیون       | [ ۱۵ ] [ ۱۶ ] |